# 柏林镇 (绵阳市)
柏林镇，是中华人民共和国四川省绵阳市游仙区曾经下辖的一个镇。2019年12月，撤销柏林镇和朝真乡，设立仙鹤镇，以原柏林镇和原朝真乡所属行政区域为仙鹤镇的行政区域。

## 行政区划
柏林镇撤销前下辖以下地区：
柏林镇社区、柏林村、金坛村、洛水村、四云村、明水村、五德村、孟津村、金马村、高唐村和柏桃村。